# Vem pra Rua
"Vem Pra Rua" é uma canção criada para ser jingle da campanha publicitária da FIAT para a Copa das Confederações FIFA de 2013. A letra foi composta por Henrique Ruiz Nicolau em apenas 3 horas e tem assinatura da produtora S de Samba, que produz canções para o mercado publicitário desde 1998. O cantor Marcelo Falcão, vocalista da banda O Rappa, foi convidado para emprestar sua voz ao jingle.
| “ | "Ficamos entre Seu Jorge e Falcão. Só que o Falcão, por ser um cara que não faz publicidade, poderia ser um cara diferente. Quando o Falcão botou a voz, no primeiro 'play' que a gente deu, todo mundo ficou falando 'caralho!' e a partir daí a coisa andou." | ” |

A canção ganhou destaque em junho de 2013 ao virar “hino” dos manifestantes nos Protestos no Brasil em 2013. Apesar da composição fazer parte de uma campanha publicitária, em momento algum a marca é citada, fato que contribuiu para a sua popularização. Versos como “Vem pra rua / Porque a rua é a maior arquibancada do Brasil” foram cantadas por manifestantes nas ruas em vários atos organizados pela internet. Montagens de fotos e vídeos do protestos tem usado a canção como trilha sonora.  A hashtag “#vemprarua” tem sido muito utilizada para divulgar imagens e informações a respeito dos protestos. Por questões contratuais, a música não pode ser tocada nas rádios. Sobre o uso da música nos manifestos, João Ciaco, diretor de marketing da Fiat, disse que "a música não é mais da Fiat, é das pessoas".
| “ | “É um prazer para nós ver um trabalho ultrapassar a propaganda e entrar no dia a dia das pessoas. Esta música celebra a alegria, a emoção e o clima de festa que tomam conta do país nesses momentos. Com uma letra contagiante, a música virou rapidamente um hit nacional.” | ” |

## Campanha publicitária
| “ | “Empresas que não patrocinam eventos da FIFA de forma oficial tem que seguir regras muito restritas que geralmente não permitem uma mera menção ao nome ou característica do evento. Por isso vemos marcas que aparentemente não estão ligadas ao evento partirem para estratégias paralelas, celebrando a torcida ou algum outro aspecto relacionado ao esporte.” | ” |

A fabricante de carros não é anunciante oficial da Copa das Confederações, mas criou uma campanha para embarcar no clima que o país começaria a viver a partir da Copa das Confederações de 2013. O objetivo era criar um clima de festa, chamando o torcedor pra rua. O "filme" criado pela Agência Fiat/ AgênciaClick Isobar e Leo Burnett Tailor Made, partiu da premissa que "no país do futebol, teremos muito mais gente torcendo pela Seleção fora do que dentro dos estádios".
| “ | “Somos líderes em vendas no Brasil há 11 anos e, por isso, as ruas são tão importantes para nós. É lá que queremos que as pessoas celebrem, em um espaço de grande interação. Com tantos eventos esportivos importantes, temos uma oportunidade de nos conectar com os nossos consumidores e usar todo nosso conhecimento e presença para transformar as ruas em uma grande arquibancada.” | ” |

Boatos diziam que a Fiat iria retirar do ar a veículação na TV deste comercial, após a onda de protestos que aconteceram em grandes cidades do Brasil utilizar o jingle como tema da manifestação. Porém, pelo fato de a campanha não ter relação com o movimento, a empresa decidiu deixar o comercial no ar pelo período originalmente planejado, negando assim que tenha decidido tirar a campanha do ar por causa dos protestos. Apesar de sair do ar na televisão ao final do contrato, o vídeo continuará disponível na web. Segundo a marca, "a Fiat elaborou a campanha "Vem Pra Rua" com foco único e exclusivo na alegria e paixão que o futebol desperta nos brasileiros".

## Ver Também
- Se Ligaê